# ژاویر پلگری
ژاویر پلگری (انگلیسی: Xavier Pelegrí؛ زادهٔ ۱ ژوئن ۱۹۸۱) بازیکن فوتبال اهل اسپانیا است.
از باشگاه‌هایی که در آن بازی کرده‌است می‌توان به باشگاه فوتبال سابادل اشاره کرد.